# Materialise
Materialise NV is een Belgisch bedrijf dat gespecialiseerd is in additive manufacturing en de software hiervoor en de industriële toepassingen ervan. Het hoofdkwartier is in Leuven op het Researchpark Haasrode.

## Geschiedenis
Materialise is in 1990 opgericht door Wilfried "Fried" Vancraen als een spin-off van de Katholieke Universiteit Leuven (KU Leuven). Het begon als een joint venture tussen de familie Vancraen en de universiteit. Het was een van de pioniers in 3D-printen, waarbij vooral prototypes in opdracht van andere bedrijven werden geprint, het zogenaamde rapid prototyping. De andere belangrijke takken van het bedrijf waren het ontwikkelen van software voor additive manufacturing en medische toepassingen zoals mallen voor operaties en tandprotheses. In 1997 kocht de familie Vancraen de KU Leuven uit en werd het bedrijf een familiebedrijf. Later werden externe investeerders aangetrokken. De dentale toepassingen werden ondergebracht in Materialise Dental, dat in 2006 gedeeltelijk verkocht werd aan Dentsply.
In 2014 trok Materialise naar de Amerikaanse technologiebeurs NASDAQ.